# Terrible Certainty
Terrible Certainty — третій студійний альбом німецької треш-метал групи Kreator, випущений у 1987 році на лейблі Noise Records. Він був випущений у декількох виданнях: на компакт-диску, касеті, чорному вінілі та обмеженим тиражем на червоному вінілі. Перевидання 2000 року містить EP Out of the Dark... Into the Light 1988 року, як бонус-треки. Також він був повторно перевиданий у 2017 році.

## Треклист
| #  | Назва                  | Тривалість |
| -- | ---------------------- | ---------- |
| 1. | «Blind Faith»          | 4:07       |
| 2. | «Storming with Menace» | 4:26       |
| 3. | «Terrible Certainty»   | 4:29       |
| 4. | «As the World Burns»   | 3:50       |
| 5. | «Toxic Trace»          | 5:33       |
| 6. | «No Escape»            | 5:01       |
| 7. | «One of Us»            | 4:00       |
| 8. | «Behind the Mirror»    | 4:34       |

- Рімейк компакт-диска 2017 року був випущений з дводисковим бонус-треком «Live at Dynamo Club, Eindhoven ».

## Учасники запису
Kreator
- Мілле Петроцца — вокал, ритм-гітара (крім вступу до «Behind the Mirror»)
- Йорг «Трітце» Тшебятовський — соло-гітара
- Роб Фіоретті — бас-гітара
- Ventor — ударні, співведучий вокал у «As the World Burns»

Технічний персонал
- Рой Роуленд – продюсуання
- Філ Ловер – обкладинки